# El Oro (État de Mexico)
El Oro est une municipalité de l'État de Mexico, au Mexique. Elle couvre une superficie de 137,86 km2 et compte 37 343 habitants en 2015.

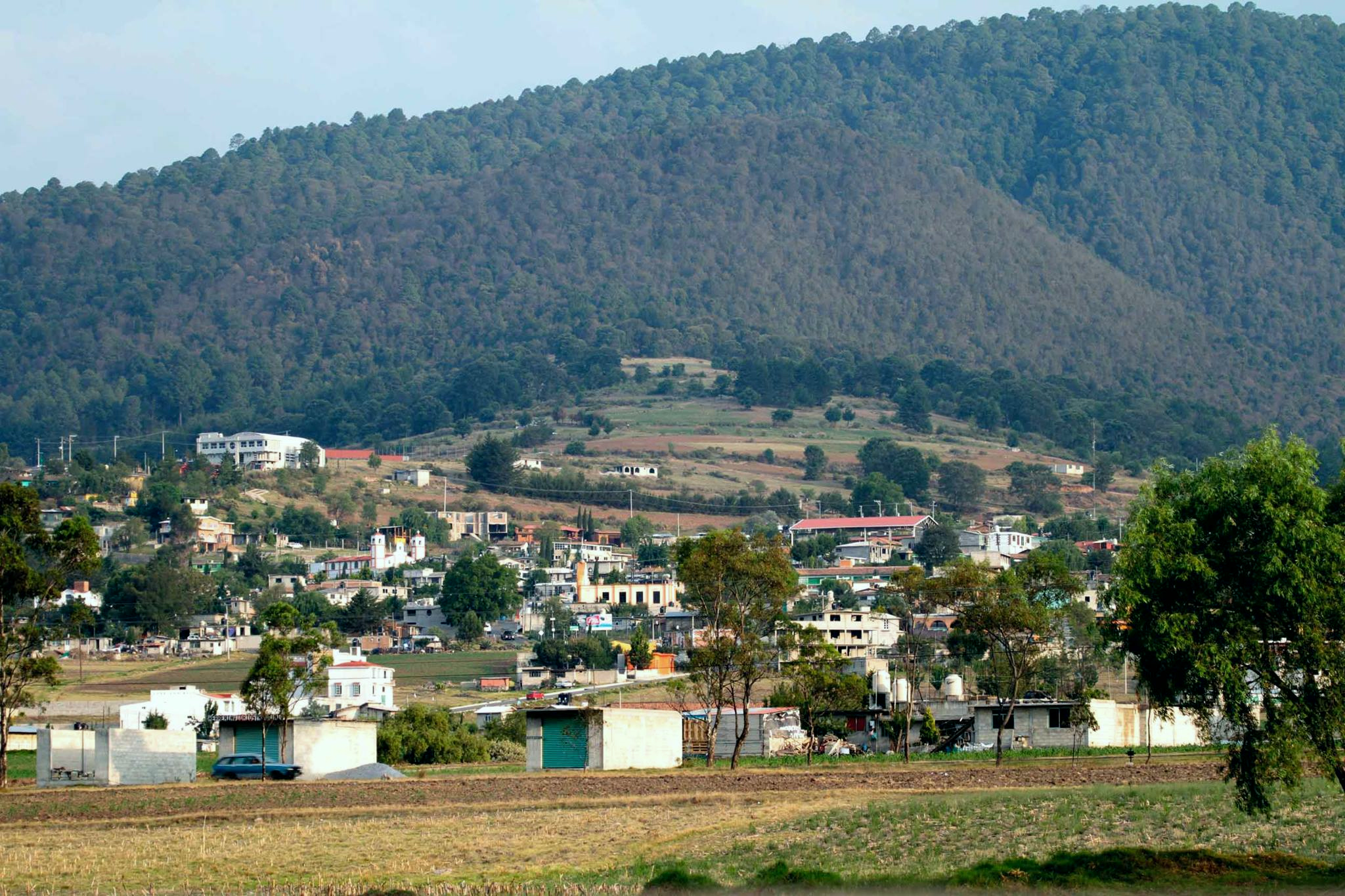
Quartier Jordana